# Bill Garing
William "Bill" Henry Garin (26 de Julho de 1910 - 1 de Janeiro de 2004) foi um oficial da Real Força Aérea Australiana. Enquanto prestava serviço no Esquadrão N.º 10 da RAAF, foi condecorado com a Cruz de Voo Distinto depois de suster três levas de bombardeiros alemães durante mais de 12 horas, no dia 31 de Junho de 1940. Terminou a carreia militar com o posto de Air Commodore.